# فلامبيو (مقاطعة برايس)
فلامبيو، مقاطعة برايس (بالإنجليزية: Flambeau, Price County, Wisconsin)‏ هي بلدة تقع بولاية ويسكونسن في الولايات المتحدة. تبلغ مساحتها 254.8 (كم²)، وترتفع عن سطح البحر 444 م، بلغ عدد سكانها 535 نسمة في عام 2000 حسب إحصاء مكتب تعداد الولايات المتحدة وتصل الكثافة السكانية فيها 2.2 نسمة/كم2.

## وصلات خارجية
- The US50 - Cities and Towns in Wisconsin State
- Wisconsin Cities and Towns, Facts, Map, Flag, Colleges, Government, and More